# Ekklesiologie (Quäkertum)
Dieser Artikel beschreibt die Ekklesiologie der Quäker.

## Verständnis der Mitgliedschaft

### Anfänge
Über die Frage, wer ein Mitglied ist oder was jemanden dazu macht, wird kontrovers diskutiert.
Historisch lassen sich die folgenden Formen und Verständnisse der Mitgliedschaft antreffen. Am Anfang stand die Mitgliedschaft by convincement, da sich das Quäkertum erst in einem Prozess aus anderen Seekerbewegungen herausgebildet und ausdifferenziert hat. So war man Quäker, weil man sich zu einer bestimmten Überzeugung bekannte (und sie auch lebte). Während der ersten 85 Jahre gab es somit keine formale Mitgliedschaft. Mit den Gründungen der Monats-, Vierteljahres- und Jahresversammlungen gegen Ende der Verfolgungszeit bildete sich auch eine konstitutionelle Auffassung von Mitgliedschaft.
Bis dato war das Quäkertum eine Erweckungsbewegung unter vielen, die – wie andere auch – für sich in Anspruch nahm, das „wahre Christentum“ wiederentdeckt zu haben. Quäker sein oder nicht sein, war gleichbedeutend mit Christ sein oder nicht Christ sein. Das wird zum Beispiel in den Schriften von William Penn deutlich, wenn er schreibt:
„Aus dieser Einsicht nun, die dir in deinen traurigen Abfall vom ursprünglichen Christenthume, und in die wahre Ursache desselben, — die in nichts anders, als in deiner Vernachlässigung des täglichen Kreuzes Christi bestehet, — hier gegeben ist, wird es dir leicht seyn, dir selbst von dem Mittel zu deiner Wiederherstellung einen klaren Begriff zu machen. Denn, zu derselben Thür, aus welcher du hinausgegangen bist, mußt du auch wieder hereingehen; oder: so wie du dadurch, daß du das tägliche Kreuz sinken ließest, und dich demselben entzogest, dich um deinen glücklichen Zustand gebracht hast, eben so muß auch dein Wiederaufnehmen und dein tägliches ausdauerndes Tragen desselben dich wieder herstellen. Es ist ein und dasselbe Mittel, durch welches Sünder und Abtrünnige zu Jüngern Jesu gemacht werden.“
Das heißt: nicht das Bekenntnis oder die äußerliche rituelle Taufe lassen einen Menschen zum Mitglied der Kirche werden, sondern sein Lebenswandel und Überzeugung. Und so kommt er zu dem Schluss:
Denn sowie es damals ein äußeres gesetzliches Jerusalem gab, so giebt es jetzt ein evangelisches, geistliches Jerusalem, die Kirche Gottes, die aus den Gläubigen bestehet.

### In der etablierten Gemeinschaft
Mit der Konstituierung der Strukturen der Quäkergemeinschaft wurde es dann üblich, dass Mitglieder durch eine Monatsversammlung aufgenommen wurden. Das Prozedere dazu wurde in der Ordnung des Zusammenlebens (engl. The Book of Discipline) festgelegt. Dabei ging es aber nicht um das Abfragen von Glaubensbekenntnissen, sondern es wurde in erster Linie nachgeforscht, ob der Lebenswandel einer – in ihrem Verständnis – christlichen Überzeugung entsprach. Hier bei mussten die vier Quäkerzeugnisse (Friedenszeugnis, Einfachheit, Integrität, Gleichheit) eingehalten werden, aber auch sittliches Verhalten (kein Alkohol, kein Tabak, kein Vergnügen, kein außerehelicher Geschlechtsverkehr etc.) musste gezeigt werden. Das Tragen eines Bartes konnte im 18. Jahrhundert schon ein Hindernis für die Mitgliedschaft darstellen. Den Grund für dieses neue Verfahren nennt unter anderem Joseph Gurney Bevan in einer Schrift von 1792:
Ob wir es daher gleich, zur aufbewahrung der zeugnisse die uns anvertrauet sind, und zur erhaltung des friedens und guter ordnung in der gesellschaft, für nötig halten, darfs die welche wir zu unseren mitgliedern aufnemen, vorläufig von den lehren solten überzeugt seyn, die wir für wesentlich halten; so fordern wir dennoch von ihnen kein förmliches unterschrieben irgend einiger artikel, weder als eine bedingung unter welcher sie mitglieder werden, noch auch um sich dienste der kirche fähig zu machen. Wir urteilen daher lieber von den menschen nach ihren früchten, indem wir uns auf die hülfe dessen, der durch seine propheten versprochen hat 'ein geist des rechts dem zu seyn, der zu gerichte sitzet.' Ohne dergleichen ist es gefährlich mitglieder in eine geselschaft aufzunemen.
So wie die Jahresversammlungen weltweit unterschiedliche Ordnungen des Zusammenlebens haben, so kann sich im Detail das Aufnahmeverfahren anders gestalten. Nach wie vor ist aber in keinem Flügel der Quäkertums eine (Glaubens-)Taufe üblich, ein Priester oder Pastor nötig oder das Sprechen eines bestimmten Glaubensbekenntnisses. Die Deutsche Jahresversammlung hat zum Beispiel die Besonderheit, dass die Mitglieder nicht von der Monatsversammlung aufgenommen werden, sondern von der Vierteljahresversammlung (im Deutschen "Bezirksversammlung") und von der Jahresversammlung als Mitglieder geführt werden. Das hängt unter anderem damit zusammen, das viele keine Monatsversammlung regelmäßig besuchen können. Im deutschsprachigen Raum gibt es zudem noch eine weit verbreitete „Doppelmitgliedschaft“.

### Besondere Formen der Mitgliedschaft
Irgendwann bürgerte sich die Birthright Membership ein, also die Mitgliedschaft durch die Geburt in einer Quäkerfamilie. Auch hierüber wurde und wird z. T. noch gestritten. In den meisten Quäkergemeinschaften in Nordamerika und Europa gibt es diesen Status der Mitgliedschaft nicht.
Mit dem Begriff „Freund der Freunde“ werden Personen benannt, die der Quäkergemeinschaft sehr nahestehen, aber nicht formal Mitglied einer Versammlung sind. In der Ordnung des Zusammenlebens zum Beispiel des Ohio Yearly Meeting. gibt es noch weitere Begriffe der Mitgliedschaft: „Waiting Membership“, „Affiliate Membership“ und „Full and Active Membership“. Mit „Jungfreunde“ sind Jugendliche und junge Erwachsene gemeint, die in enger Verbindung zur Quäkergemeinschaft stehen, sei es durch Jugendgruppen oder Quäkereltern.

## Wahrnehmung und Beurteilung der Umwelt
In den Anfängen der Quäkerbewegung hatten Außenstehende oft große Probleme, Quäker von anderen – in ihren Augen – Sekten zu unterscheiden. In Kontinentaleuropa und vor allem in Deutschland gab es im 17. und 18. Jahrhundert eine Reihe von Hetzschriften gegen Quäker, in denen sie für ihnen wesensfremde Dinge angegriffen wurden, so zum Beispiel „Vielweiberei“, was unter Quäkern nie ein Thema war.
Oft wurden sie auch mit Mennoniten verwechselt oder diesen gleichgestellt. So gab es einen jahrelangen Streit unter Historikern, welcher Denomination die Auswanderer unter Franz Daniel Pastorius zuzurechnen seien.

„Über diese Auswanderung entzündete sich eine heftige Diskussion. Es ging dabei um die Frage, welcher Denomination die Auswanderer zuzurechnen seien. Die Diskussion ist wissenschaftshistorisch sowohl für Mennoniten- wie auch für Quäkerforscher von Interesse [...]. Die Diskussion eröffnete Christian Neff [...] mit dem Aufsatz 'Die Quäker in Kriegsheim bei Worms' (1911) [Dann folgte ein jahrelanger Schlagabtausch an dem sich beteiligen: W.Hubben mit drei Aufsätzen, (1926, 1928, 1938), W. Hull und S.W. Pennypacker (1927), F. Nieper und D. Cattepoel (1937), W. Fellmann, W.Niepoth (1953) und abschließend Boecken (1982)] Die damalige Auseinandersetzungen haben die wissenschaftlichen Beziehungen beider Kirchen, die in Deutschland nur wenige gegenseitige Kontakte pflegen, leider nachhaltig gestört. Wissenschaftshistorisch ist zu bemerken, daß der Irrtum Hulls nicht zu korrigieren ist, erst jüngst wurden von renommierter Seite die Krefelder Auswanderer irrtümlich wieder als Mennoniten bezeichnet.“

Bis heute sprechen einige – vor allem evangelikale – Gruppen dem Quäkertum ab, eine christliche Gemeinschaft zu sein. Kritisiert wird zum einen das fehlende Bekenntnis, die fehlende Taufe und das Verständnis von der Rechtfertigung. Da – wie oben schon geschildert – der Lebenswandel ein entscheidendes Kriterium für die Aufnahme von Mitgliedern ist, wird hier der Gedanke der Werkgerechtigkeit zum Vorwurf gemacht.

## Glossar
Für die im Artikel verwendeten Fachbegriffe siehe den Artikel Glossar Quäkertum.